# Kusatsu (Shiga)
Kusatsu (草津市 Kusatsu-shi?) es una ciudad localizada en la prefectura de Shiga, Japón. En junio de 2019 tenía una población de 141.945 habitantes y una densidad de población de 2.093 personas por km². Su área total es de 67,82 km².

## Geografía

### Localidades circundantes
- Prefectura de Shiga
  - Ōtsu
  - Moriyama
  - Rittō

## Historia
Durante el período Edo, Kusatsu se desarrolló como un pueblo de posadas, en el cruce de dos grandes calzadas, la Nakasendo y la Tōkaidō. La ciudad de Kusatsu fue fundada oficialmente en 1954 con la unificación del pueblo de Kusatsu y unos pueblos colindantes.

## Demografía
Según datos del censo japonés, la población de Kusatsu ha aumentado en los últimos años.
| Año del censo | Población |
| ------------- | --------- |
| 1995          | 101.828   |
| 2000          | 115.455   |
| 2005          | 121.159   |
| 2010          | 130.874   |
| 2015          | 137.247   |

## Puntos de interés
- Jardín Botánico Acuático Mizunomori

## Ciudades Hermanas

### Nacionales
- Kan'onji, Prefectura de Kagawa, desde 1982
- Kusatsu, Prefectura de Gunma, desde 1997

### Internacionales
- Pontiac, desde 1978
- Distrito de Xuhui de Shanghái, desde 1990